# والتر ماورر
والتر ماورر (آلمانی: Walter Maurer؛ (والتر هلموت ماورر) زادهٔ (۲۰ مارس ۱۹۴۲ در داخائو، بایرن، آلمان) طراح و مدرس دانشگاه و نماینده مهم کوبیسم مدرن و اکسپرسیونیسم در آلمان است.
در آثار هنری خود، او اغلب مسائل اخلاق را علیه نژادپرستی و افراط گرایی توضیح می‌دهد. او همچنین شریک هنری اندی وارهول، روی لیختن اشتاین و فرانک استلا بود.